# Club sportif de Plaisance
Le Club sportif de Plaisance est un club parisien de basket-ball disparu du quartier de Plaisance. Son siège était au 55, rue Vercingétorix dans le 14e arrondissement de Paris,.

## Histoire
Le Club sportif de Plaisance est fondé le 12 mars 1908. Le club est l'un des premiers clubs pratiquant le basket-ball en France, et est l'un des quatre clubs disputant la phase finale du premier Championnat de France de basket-ball en 1921.
Le CS Plaisance remporte la Coupe de France masculine des patronages en 1921, 1925, 1927 et 1929, et est finaliste en 1924, 1928, 1930 et 1933.
Le club est vice-champion de France de première division à trois reprises, de 1929 à 1931, et remporte le Championnat de France de basket-ball de deuxième division 1933-1934 (appelé Championnat de France Honneur), après en avoir été le finaliste lors de la saison 1931-1932.
Le bilan du CS Plaisance en première division du Championnat de France de basket-ball est le suivant : 
- 1921 : participant
- 1925-1926 : 4e[14]
- 1928-1929 : Vice-champion de France[15]
- 1929-1930 : Vice-champion de France[16]
- 1930-1931 : Vice-champion de France[17]
- 1933-1934 : tour préliminaire
- 1934-1935 : 1er tour.

Trois joueurs ont été sélectionnés en équipe de France de basket-ball en évoluant au CS Plaisance : Marc et Roger Burnel ainsi que Georges Carrier.